# لوك شيلتز
لوك شيلتز (من مواليد 16 ديسمبر 1980) هو ممثل لوكسمبورغي اشتهر عالمياً بدوره في مسلسل نتفليكس "كابيتاني".

## الحياة المهنية
من عام 2003 إلى عام 2007 ، درس شيلتز الدراما في المعهد الملكي للموسيقى في لياج في بلجيكا. بعد التخرج ، بدأ في شغل وظائف التمثيل ، سواء في المسرح أو على الشاشة ، وعمل في لوكسمبورغ وبروكسل.
فاز لوك شيلتز في نسخة 2016 من جوائز الفيلم اللوكسمبورغية بجائزة "أفضل مساهمة فنية" عن دوره في فيلم "إنج ني زيت"، وفي عام 2021، تم اختياره كأفضل ممثل عن دوره في مسلسل "كابيتاني".

## قائمة مختارة من أعماله السينمائية

### الأفلام
| سنة  | عنوان        | دور          | الملاحظات |
| ---- | ------------ | ------------ | --------- |
| 2009 | سباق القوارب | طبيب الطوارئ |           |
| 2015 | العهد الجديد | الطبيب       |           |
| 2015 | إنج ني زيت   | جولز         |           |
| 2016 | روح الفريق   | كولين بليك   |           |
| 2021 | عدم الراحة   | زبون المخبز  |           |

### الأعمال التلفزيونية
| سنة     | عنوان         | دور          | الملاحظات |
| ------- | ------------- | ------------ | --------- |
| 2019    | الوحدة 42     | جيف          | 4 حلقات   |
| 2019-22 | كابيتاني      | لوك كابيتاني | 24 حلقة   |
| 2020    | سيلول دو كريز | ماتياس أدلر  | 6 حلقات   |

## الروابط الخارجية
- لوك شيلتز في قاعدة بيانات الأفلام على الإنترنت